# OPLÀ, noi viviamo!
OPLÀ, noi viviamo! o OPLÀ, siamo vivi!  (titolo originale tedesco Hoppla, wir leben!) è un'opera teatrale della Neue Sachlichkeit (Nuova Oggettività) del drammaturgo tedesco Ernst Toller, scritto nel 1927 appena uscito dal carcere. Fu uno dei libri bruciati nei famigerati roghi di libri nazisti.

## Trama
(Ernst Toller)
Nel 1919 Karl Thomas viene condannato a morte con la sua compagna Eva Berger e l'amico Wihelm Kilman per aver partecipato alla rivoluzione spartachista del 1918; dopo la grazia viene internato in un manicomio giudiziario da cui esce otto anni dopo nel 1927 trovando una Germania irriconoscibile. 
I compagni di lotta con cui aveva condiviso il carcere, ottenuta la sospensione della pena, si sono integrati nella nuova società irrigidita e disumana dove la corruzione dilaga in un sistema basato su compromessi. Sospettato dell’omicidio dell’amico Kilman (diventato nel frattempo ministro), avvenuto invece per mano di un sicario della destra, viene giudicato pazzo si impicca. 

La storia comincia nel carcere in cui i prigionieri sono rinchiusi e dimostra con lucidità la rinuncia e il fallimento degli ideali giovanili.

## Oplà di Erwin Piscator
Con la regia di Erwin Piscator questo "Dramma della rivoluzione" viene rappresentato a Berlino il 3 settembre 1927 in occasione dell'inaugurazione del "Piscator - Bühne" diventando una pietra miliare nella storia del teatro.
Nella versione originale erano già previsti intermezzi cinematografici ma Piscator sconvolge il testo di Toller trasformandolo in una sceneggiatura. 
Piscator raggiunge la fusione tra cinema e teatro, una sorta di teatro multimediale in cui viene utilizzato il collage e il montaggio. Sperimenta un nuovo metodo di lavoro: un grande libro di regia suddiviso in colonne: una per l’atmosfera, una per gli attori (espressione e spostamenti), una per le proiezioni e il film, una per la musica e i rumori, una per le luci.

Una scena di OPLÀ, noi viviamo!

Gli attori dialogano sulla scena con le figure di una proiezione cinematografica e con una voce diffusa dagli altoparlanti. 
L'opera consiste in un prologo, cinque atti e due intermezzi cinematografici, innestati nel testo e proiettati su schermi ricavati nella stessa costruzione scenica.
Tra le riprese in Italia: 
- In teatro: OPLÀ, noi viviamo! di Ernst Toller, diretta nel 1951 di Giorgio Strehler al Piccolo Teatro di Milano[4]
- In televisione: OPLÀ, noi viviamo! di Ernst Toller, riduzione e regia di Marco Leto (1972)[5]

Il drammaturgo britannico Mark Ravenhill ha basato il suo Some Explicit Polaroids (1999) sul dramma di Toller.

## Curiosità
- Secondo il libro del critico teatrale Eric Bentley The Playwright as Thinker, quando Erwin Piscator diresse la prima di Hoppla, Siamo vivi! nel 1927 e Frau Meller (madre nella commedia) disse: «C’é solo una cosa da fare: impiccarsi o cambiare il mondo», il pubblico giovanile irruppe nell'Internazionale[7].
- Il critico teatrale Bernhard Diebold, in un saggio pubblicato nel 1929, paragonò l’uso del film di commento utilizzato da Piscator a quello del coro nella tragedia antica[8].